# Cukiernie Semadenich
Przez cały XIX wiek na ziemie polskie przybywali szwajcarscy cukiernicy z kantonu Gryzonia (franc. Grisons, niem. Graubünden). Wśród nich najliczniejszą grupę stanowiły cukiernicy z rodziny Semadeni. Wywodzili się z gminy Poschiavo (leżącej tuż przy granicy Włoch, na południe od alpejskiej przełęczy Berninapass, oddzielającej ich od rejonu zwanego Górną Engadyną w dolinie górnego Innu). Założyli oni cukiernie w kilku miastach, z których najbardziej znane były w Warszawie, Lublinie oraz polska cukiernia w Kijowie, wspominane do dzisiaj w wielu publikacjach. Tworzyli zwartą, współpracującą ze sobą rodzinę, jednak w zachowanych przekazach (również w aktach urzędowych) jest sporo niezgodności w kwestii dat, a nawet pokoleń. Przyczyniła się do tego ruchliwość rodziny, powtarzające się imiona i powtarzające się nazwiska małżonek (parokrotnie była to Semadeni z Semadenich) oraz przekazywanie sobie cukierni w rodzinie. Przez znaczną część XIX wieku tworzyli zamknięty krąg imigrantów i niemal wszyscy żenili się ze Szwajcarkami. Byli ewangelikami reformowanymi (kalwińskimi).

## Drzewo genealogiczne
Tłem żółtym na poniższym schemacie wyróżnieni są samodzielni cukiernicy o nazwisku Semadeni, działający w zaborze rosyjskim i w Kijowie.
|                                  |                                  |                                  |                                  |                                  |                                  |  |  |                                            |                                            |                                            |                                            | Casparo Semadeni 1762-1839 Poschiavo       | Casparo Semadeni 1762-1839 Poschiavo       | Casparo Semadeni 1762-1839 Poschiavo | Casparo Semadeni 1762-1839 Poschiavo | Casparo Semadeni 1762-1839 Poschiavo | Casparo Semadeni 1762-1839 Poschiavo |                                   |                                   |                                   |                                   |  |  |                             |                             |                             |                             |                             |                             |  |  |                               |                               |                               |                               | Giuseppe Semadeni 1782-1837 Poschiavo        | Giuseppe Semadeni 1782-1837 Poschiavo        | Giuseppe Semadeni 1782-1837 Poschiavo        | Giuseppe Semadeni 1782-1837 Poschiavo        | Giuseppe Semadeni 1782-1837 Poschiavo        | Giuseppe Semadeni 1782-1837 Poschiavo        |  |  |  |  |  |  |  |  |  |  |  |  |  |  |  |  |  |  |  |  |  |  |  |  |  |  |  |  |
|                                  |                                  |                                  |                                  |                                  |                                  |  |  |                                            |                                            |                                            |                                            | Casparo Semadeni 1762-1839 Poschiavo       | Casparo Semadeni 1762-1839 Poschiavo       | Casparo Semadeni 1762-1839 Poschiavo | Casparo Semadeni 1762-1839 Poschiavo | Casparo Semadeni 1762-1839 Poschiavo | Casparo Semadeni 1762-1839 Poschiavo |                                   |                                   |                                   |                                   |  |  |                             |                             |                             |                             |                             |                             |  |  |                               |                               |                               |                               | Giuseppe Semadeni 1782-1837 Poschiavo        | Giuseppe Semadeni 1782-1837 Poschiavo        | Giuseppe Semadeni 1782-1837 Poschiavo        | Giuseppe Semadeni 1782-1837 Poschiavo        | Giuseppe Semadeni 1782-1837 Poschiavo        | Giuseppe Semadeni 1782-1837 Poschiavo        |  |  |  |  |  |  |  |  |  |  |  |  |  |  |  |  |  |  |  |  |  |  |  |  |  |  |  |  |
|                                  |                                  |                                  |                                  |                                  |                                  |  |  |                                            |                                            |                                            |                                            |                                            |                                            |                                      |                                      |                                      |                                      |                                   |                                   |                                   |                                   |  |  |                             |                             |                             |                             |                             |                             |  |  |                               |                               |                               |                               |                                              |                                              |                                              |                                              |                                              |                                              |  |  |  |  |  |  |  |  |  |  |  |  |  |  |  |  |  |  |  |  |  |  |  |  |  |  |  |  |
| Giacomo 1787-1842 Łomża Warszawa | Giacomo 1787-1842 Łomża Warszawa | Giacomo 1787-1842 Łomża Warszawa | Giacomo 1787-1842 Łomża Warszawa | Giacomo 1787-1842 Łomża Warszawa | Giacomo 1787-1842 Łomża Warszawa |  |  | Casparo 1799-1861 Łomża Płock              | Casparo 1799-1861 Łomża Płock              | Casparo 1799-1861 Łomża Płock              | Casparo 1799-1861 Łomża Płock              | Casparo 1799-1861 Łomża Płock              | Casparo 1799-1861 Łomża Płock              |                                      |                                      | Andrea 1802-1886 Warszawa Lublin     | Andrea 1802-1886 Warszawa Lublin     | Andrea 1802-1886 Warszawa Lublin  | Andrea 1802-1886 Warszawa Lublin  | Andrea 1802-1886 Warszawa Lublin  | Andrea 1802-1886 Warszawa Lublin  |  |  | Antonio 1807-1870 Płock     | Antonio 1807-1870 Płock     | Antonio 1807-1870 Płock     | Antonio 1807-1870 Płock     | Antonio 1807-1870 Płock     | Antonio 1807-1870 Płock     |  |  |                               |                               |                               |                               | Josef 1812-1887 Płock Łomża Warszawa Suwałki | Josef 1812-1887 Płock Łomża Warszawa Suwałki | Josef 1812-1887 Płock Łomża Warszawa Suwałki | Josef 1812-1887 Płock Łomża Warszawa Suwałki | Josef 1812-1887 Płock Łomża Warszawa Suwałki | Josef 1812-1887 Płock Łomża Warszawa Suwałki |  |  |  |  |  |  |  |  |  |  |  |  |  |  |  |  |  |  |  |  |  |  |  |  |  |  |  |  |
| Giacomo 1787-1842 Łomża Warszawa | Giacomo 1787-1842 Łomża Warszawa | Giacomo 1787-1842 Łomża Warszawa | Giacomo 1787-1842 Łomża Warszawa | Giacomo 1787-1842 Łomża Warszawa | Giacomo 1787-1842 Łomża Warszawa |  |  | Casparo 1799-1861 Łomża Płock              | Casparo 1799-1861 Łomża Płock              | Casparo 1799-1861 Łomża Płock              | Casparo 1799-1861 Łomża Płock              | Casparo 1799-1861 Łomża Płock              | Casparo 1799-1861 Łomża Płock              |                                      |                                      | Andrea 1802-1886 Warszawa Lublin     | Andrea 1802-1886 Warszawa Lublin     | Andrea 1802-1886 Warszawa Lublin  | Andrea 1802-1886 Warszawa Lublin  | Andrea 1802-1886 Warszawa Lublin  | Andrea 1802-1886 Warszawa Lublin  |  |  | Antonio 1807-1870 Płock     | Antonio 1807-1870 Płock     | Antonio 1807-1870 Płock     | Antonio 1807-1870 Płock     | Antonio 1807-1870 Płock     | Antonio 1807-1870 Płock     |  |  |                               |                               |                               |                               | Josef 1812-1887 Płock Łomża Warszawa Suwałki | Josef 1812-1887 Płock Łomża Warszawa Suwałki | Josef 1812-1887 Płock Łomża Warszawa Suwałki | Josef 1812-1887 Płock Łomża Warszawa Suwałki | Josef 1812-1887 Płock Łomża Warszawa Suwałki | Josef 1812-1887 Płock Łomża Warszawa Suwałki |  |  |  |  |  |  |  |  |  |  |  |  |  |  |  |  |  |  |  |  |  |  |  |  |  |  |  |  |
|                                  |                                  |                                  |                                  |                                  |                                  |  |  |                                            |                                            |                                            |                                            |                                            |                                            |                                      |                                      |                                      |                                      |                                   |                                   |                                   |                                   |  |  |                             |                             |                             |                             |                             |                             |  |  |                               |                               |                               |                               |                                              |                                              |                                              |                                              |                                              |                                              |  |  |  |  |  |  |  |  |  |  |  |  |  |  |  |  |  |  |  |  |  |  |  |  |  |  |  |  |
| Bernardo 1827-1892 Warszawa      | Bernardo 1827-1892 Warszawa      | Bernardo 1827-1892 Warszawa      | Bernardo 1827-1892 Warszawa      | Bernardo 1827-1892 Warszawa      | Bernardo 1827-1892 Warszawa      |  |  | Anton 1823-1884 konsul Szwajcarii Warszawa | Anton 1823-1884 konsul Szwajcarii Warszawa | Anton 1823-1884 konsul Szwajcarii Warszawa | Anton 1823-1884 konsul Szwajcarii Warszawa | Anton 1823-1884 konsul Szwajcarii Warszawa | Anton 1823-1884 konsul Szwajcarii Warszawa |                                      |                                      | Caspero Prospero 1832-1886 Lublin    | Caspero Prospero 1832-1886 Lublin    | Caspero Prospero 1832-1886 Lublin | Caspero Prospero 1832-1886 Lublin | Caspero Prospero 1832-1886 Lublin | Caspero Prospero 1832-1886 Lublin |  |  | Alessandro 1844-1893 Lublin | Alessandro 1844-1893 Lublin | Alessandro 1844-1893 Lublin | Alessandro 1844-1893 Lublin | Alessandro 1844-1893 Lublin | Alessandro 1844-1893 Lublin |  |  | Bernardo Otto 1845-1907 Kijów | Bernardo Otto 1845-1907 Kijów | Bernardo Otto 1845-1907 Kijów | Bernardo Otto 1845-1907 Kijów | Bernardo Otto 1845-1907 Kijów                | Bernardo Otto 1845-1907 Kijów                |                                              |                                              |                                              |                                              |  |  |  |  |  |  |  |  |  |  |  |  |  |  |  |  |  |  |  |  |  |  |  |  |  |  |  |  |
| Bernardo 1827-1892 Warszawa      | Bernardo 1827-1892 Warszawa      | Bernardo 1827-1892 Warszawa      | Bernardo 1827-1892 Warszawa      | Bernardo 1827-1892 Warszawa      | Bernardo 1827-1892 Warszawa      |  |  | Anton 1823-1884 konsul Szwajcarii Warszawa | Anton 1823-1884 konsul Szwajcarii Warszawa | Anton 1823-1884 konsul Szwajcarii Warszawa | Anton 1823-1884 konsul Szwajcarii Warszawa | Anton 1823-1884 konsul Szwajcarii Warszawa | Anton 1823-1884 konsul Szwajcarii Warszawa |                                      |                                      | Caspero Prospero 1832-1886 Lublin    | Caspero Prospero 1832-1886 Lublin    | Caspero Prospero 1832-1886 Lublin | Caspero Prospero 1832-1886 Lublin | Caspero Prospero 1832-1886 Lublin | Caspero Prospero 1832-1886 Lublin |  |  | Alessandro 1844-1893 Lublin | Alessandro 1844-1893 Lublin | Alessandro 1844-1893 Lublin | Alessandro 1844-1893 Lublin | Alessandro 1844-1893 Lublin | Alessandro 1844-1893 Lublin |  |  | Bernardo Otto 1845-1907 Kijów | Bernardo Otto 1845-1907 Kijów | Bernardo Otto 1845-1907 Kijów | Bernardo Otto 1845-1907 Kijów | Bernardo Otto 1845-1907 Kijów                | Bernardo Otto 1845-1907 Kijów                |                                              |                                              |                                              |                                              |  |  |  |  |  |  |  |  |  |  |  |  |  |  |  |  |  |  |  |  |  |  |  |  |  |  |  |  |
| Riccardo 1874-1930 Warszawa      | Riccardo 1874-1930 Warszawa      | Riccardo 1874-1930 Warszawa      | Riccardo 1874-1930 Warszawa      | Riccardo 1874-1930 Warszawa      | Riccardo 1874-1930 Warszawa      |  |  |                                            |                                            |                                            |                                            |                                            |                                            |                                      |                                      | Andrea Theodor 1870-1906 Lublin      | Andrea Theodor 1870-1906 Lublin      | Andrea Theodor 1870-1906 Lublin   | Andrea Theodor 1870-1906 Lublin   | Andrea Theodor 1870-1906 Lublin   | Andrea Theodor 1870-1906 Lublin   |  |  |                             |                             |                             |                             |                             |                             |  |  | Andrea 1900-1980 Kijów        | Andrea 1900-1980 Kijów        | Andrea 1900-1980 Kijów        | Andrea 1900-1980 Kijów        | Andrea 1900-1980 Kijów                       | Andrea 1900-1980 Kijów                       |                                              |                                              |                                              |                                              |  |  |  |  |  |  |  |  |  |  |  |  |  |  |  |  |  |  |  |  |  |  |  |  |  |  |  |  |
| Riccardo 1874-1930 Warszawa      | Riccardo 1874-1930 Warszawa      | Riccardo 1874-1930 Warszawa      | Riccardo 1874-1930 Warszawa      | Riccardo 1874-1930 Warszawa      | Riccardo 1874-1930 Warszawa      |  |  |                                            |                                            |                                            |                                            |                                            |                                            |                                      |                                      | Andrea Theodor 1870-1906 Lublin      | Andrea Theodor 1870-1906 Lublin      | Andrea Theodor 1870-1906 Lublin   | Andrea Theodor 1870-1906 Lublin   | Andrea Theodor 1870-1906 Lublin   | Andrea Theodor 1870-1906 Lublin   |  |  |                             |                             |                             |                             |                             |                             |  |  | Andrea 1900-1980 Kijów        | Andrea 1900-1980 Kijów        | Andrea 1900-1980 Kijów        | Andrea 1900-1980 Kijów        | Andrea 1900-1980 Kijów                       | Andrea 1900-1980 Kijów                       |                                              |                                              |                                              |                                              |  |  |  |  |  |  |  |  |  |  |  |  |  |  |  |  |  |  |  |  |  |  |  |  |  |  |  |  |

Maria Semadeni (1815-1859), córka Jakuba (Giacomo) z Łomży, wyszła w 1835 za Szwajcara Domenico Fanconiego (1808-1878), cukiernika z Łomży, pierwszego z linii cukierniczej Fanconi w Odessie.

## Płock, Łomża, Suwałki[g]
W Płocku cukiernię miał Antonio Cortesi z Davos. Z jego córką Marią Elizą ożenił się w 1820 Kacper Semadeni (1799-1861), który jako pierwszy z rodziny przyjechał do Polski. W tym samym roku przejął cukiernię „Paris” po zmarłym cukierniku Paolo Castasegna.
Józef Semadeni (urodzony 1812 w Poschiavo) przeniósł się w 1872 z Warszawy do Płocka, miał cukiernię mieszczącą się przy Teatrze Miejskim przy ulicy Piekarskiej i w niej czytelnię czasopism krajowych i zagranicznych. Jednym z 11 dzieci Józefa był Władysław Semadeni, który ukończył gimnazjum w Płocku i został pastorem, a później zwierzchnikiem Kościoła Ewangelicko-Reformowanego w Polsce. Jego synem był sędzia Tadeusz Semadeni. Wnukiem innego syna Józefa był Wacław Semadeni (1922-1986), lekarz, adiunkt w Klinice Psychiatrycznej Akademii Medycznej w Warszawie, podporucznik AK, uczestnik Powstania Warszawskiego w walkach na Starym Mieście; mając szwajcarski paszport, wyjechał później do Szwajcarii, gdzie był lekarzem w Nyon.
Kacper Semadeni przyjechał w 1821 z Płocka do Łomży i tam urodziła się jego najstarsza córka Anna Maria, późniejsza żona Józefa Semadeniego. Cukiernię prowadził też w Łomży jego brat Jakub (1787-1844), który potem przeniósł się do Warszawy. Kacper był powszechnie szanowany m.in. za wspieranie biednych i nieszczęśliwych, a w kościele ewangelickim umieszczono jego portret. Do Kacpra na naukę rzemiosła cukierniczego przysłano kilkunastoletniego Antoniego Kazimierza Bliklego, późniejszego twórcę wielopokoleniowej firmy cukierniczej w Warszawie.

Józef Semadeni po ślubie 1842 z Anną Marią, córką Kacpra, przeniósł się do Łomży, do teścia. Po jej przedwczesnej śmierci (w wieku 36 lat) przeniósł się w 1857 do Warszawy.
Wcześniej w Suwałkach Józef Semadeni i Szwajcar Walenty Robbi prowadzili od ok. 1846 cukiernię na rogu Chłodnej i dzisiejszej Kościuszki.

## Warszawa
Kacper Semadeni przyjechał w 1827 z Łomży do Warszawy i otworzył cukiernię na parterze kamienicy u zbiegu Nowego Światu i Świętokrzyskiej (obecnie Nowy Świat 63
). Jej stałymi bywalcami byli m.in. profesorowie szkół warszawskich. Później Kacper wrócił do Łomży, a prowadzenie cukierni przejął na kilka lat wspominany już wcześniej Józef Semadeni.

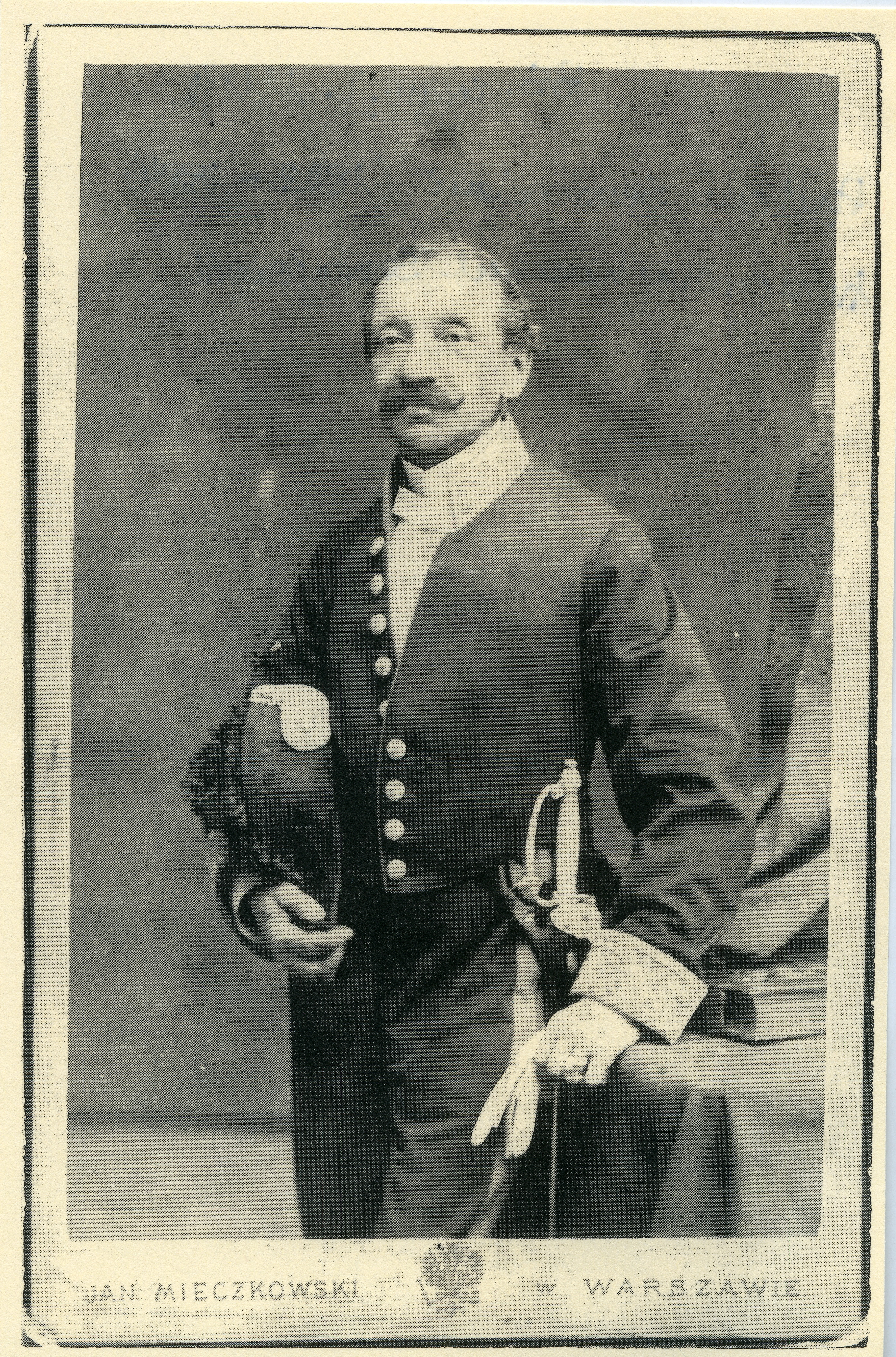
Konsul Antoni Semadeni (1823-1884)

Po nim cukiernię tę prowadził Antoni Semadeni (1802-1884) wraz z bratem Beniaminem Kacprem (1830-1898). Antoni kupił też w 1872 całą kamienicę, w 1862 kupił drugą cukiernię przy Marszałkowskiej róg Królewskiej, a także zbudował jeszcze fabrykę czekolady przy ul. Leszno 62. W 1875 został on pierwszym konsulem szwajcarskim w Warszawie (siedzibą konsula był wspomniany jego dom przy Nowym Świecie). 
W roku 1859 (lub 1865) Józef Semadeni przejął od Edwarda Bogumiła Strasburgera (ojca Leona Strasburgera) dawną cukiernię Lessla na brzegu Ogrodu Saskiego, przy ulicy Królewskiej. Największą jej atrakcją była weranda wychodząca na ogród. Później cukiernię tę prowadził Antoni Semadeni (który był szwagrem Józefa), a od 1875 Bernard Semadeni (1827-1892), który przeniósł się z Łomży i zasłynął w Warszawie jako mistrz cukiernictwa; m.in. w 1890 otrzymał medale za swoje wyroby. Z tej cukierni przeprowadzono w 1878 roku pierwszą publiczną prezentację możliwości telefonu, łącząc ją przewodami z zakładem optycznym Jakuba Pika przy ul. Niecałej. 

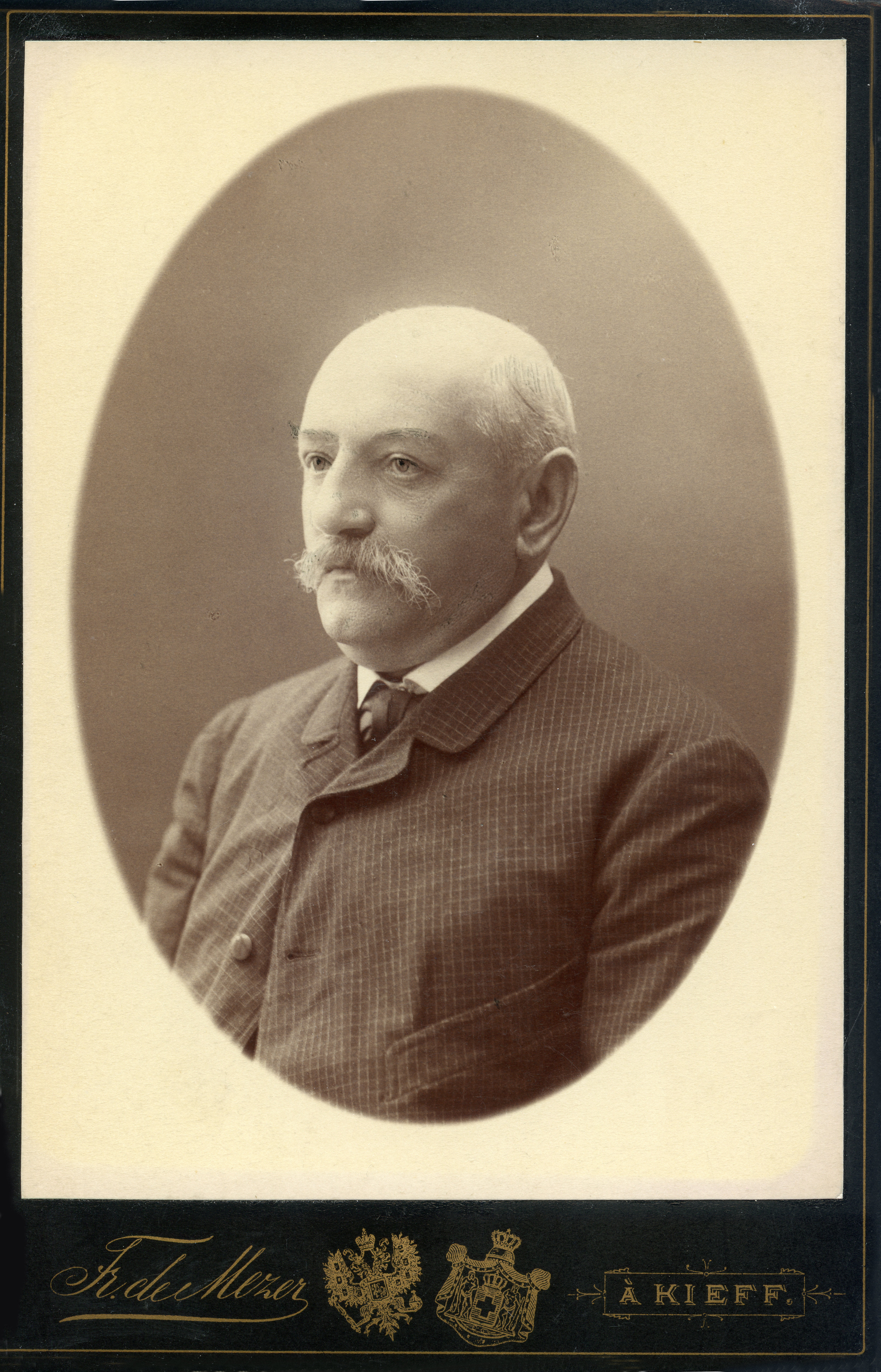
Bernard Semadeni (1827-1892)

Cukiernię „Pod Filarami” założył Szwajcar Laurenty (Wawrzyniec) Lourse w 1833. Jan Stanisław Bystroń tak pisał o warszawskich cukierniach w latach 1831–1863: Cukierni liczono 38; w niektórych z nich, wytworniej urządzonych były pokoje do czytania gazet. Najlepszą frekwencją cieszył się Lourse pod kolumnami Teatru Wielkiego, dalej Strasburger (późny Lessel), gdzie można było wchodzić także od Ogrodu Saskiego, dalej Semadeni na Nowym Świecie. Później cukiernia „Pod Filarami” zmieniła właścicieli, a w 1888 od Jana Janowskiego kupił ją Bernard Semadeni. Mieściła się w zespole Teatru Wielkiego, bywali tu artyści, pisarze, dziennikarze, przemysłowcy, finansiści, politycy; opowieści o tych spotkaniach pojawiały się i nadal pojawiają w wielu publikacjach. Stała się symbolem szwajcarskich cukierni w Warszawie w XIX wieku. Cukiernia ta miała filie we wszystkich teatrach rządowych i w Teatrze w Łazienkach. Dokładnie opisuje ją i jej gości Jadwiga Waydel Dmochowska, dodając: najzasłużeńszy, najgruntowniej spolszczony ród Semadenich.
W 1863 Bernard został aresztowany i uwięziony 22 lutego 1864 na jakiś czas w kazamatach twierdzy w Modlinie za sprzyjanie powstańcom i tolerowanie ich zebrań w cukierni w czasie obowiązującego wtedy stanu wojennego. Zwolniony został po wstawiennictwie ambasady Francji, która reprezentowała interesy Szwajcarów w Królestwie Polskim.

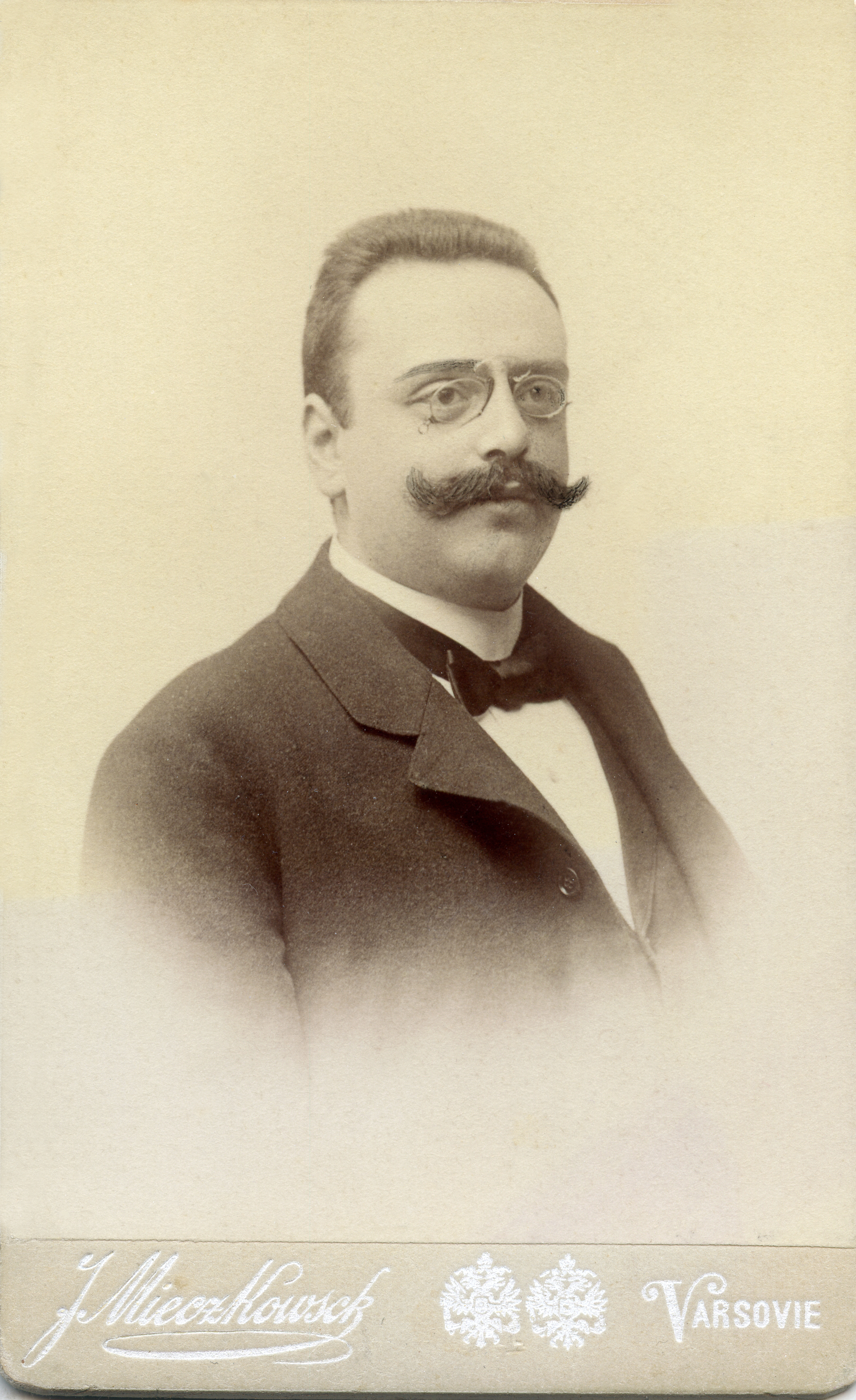
Ryszard Semadeni (1874-1930)

Po śmierci Bernarda cukiernię prowadzili: Szwajcar Andrzej Robbi oraz syn Bernarda Ryszard, który w 1903 kupił ponadto od Szwajcara Fryderyka Zamboniego firmę Lourse ulokowaną wtedy w gmachu Hotelu Europejskiego. W czasie I Wojny Światowej sprzedał on obie cukiernie: „Pod Filarami” i „Lourse” z zamiarem powrotu na stałe do Szwajcarii; kupił ją Gustaw Baselgia, zięć Bernarda Ottona Semadeniego z Kijowa. Niestety powojenny krach marki zmusił Ryszarda do powrotu do Warszawy i pracy u innych cukierników.
Oprócz wymienionych powyżej pięciu cukierni, członkowie rodziny Semadenich mieli jeszcze przez krótszy czas inne cukiernie: na Krakowskim Przedmieściu w pobliżu kościoła Karmelitów, na rogu Al. Jerozolimskich i Nowego Światu (w kamienicy Husaka, gdzie dziś jest Empik), na rogu ulic Niecałej i Wierzbowej oraz przy Żelaznej Bramie u wejścia do Ogrodu Saskiego (obie Józef Semadeni). 

## Lublin
Andrzej Semadeni (1802-1886), brat cukierników Jakuba i Kacpra z Łomży, założył w 1836 cukiernię w Lublinie w domu przy ul. Królewskiej 2, na rogu Krakowskiego Przedmieścia. Po Andrzeju tę najbardziej ekskluzywną cukiernię w Lublinie prowadzili jego synowie Kacper (1836-1886) i Aleksander (1844-1893). Semadeniowie pierwsi w kraju wprowadzili zwyczaj nakładania przez kelnerów na talerzyki tortów i ciastek nie rękami, lecz specjalnymi szczypcami.

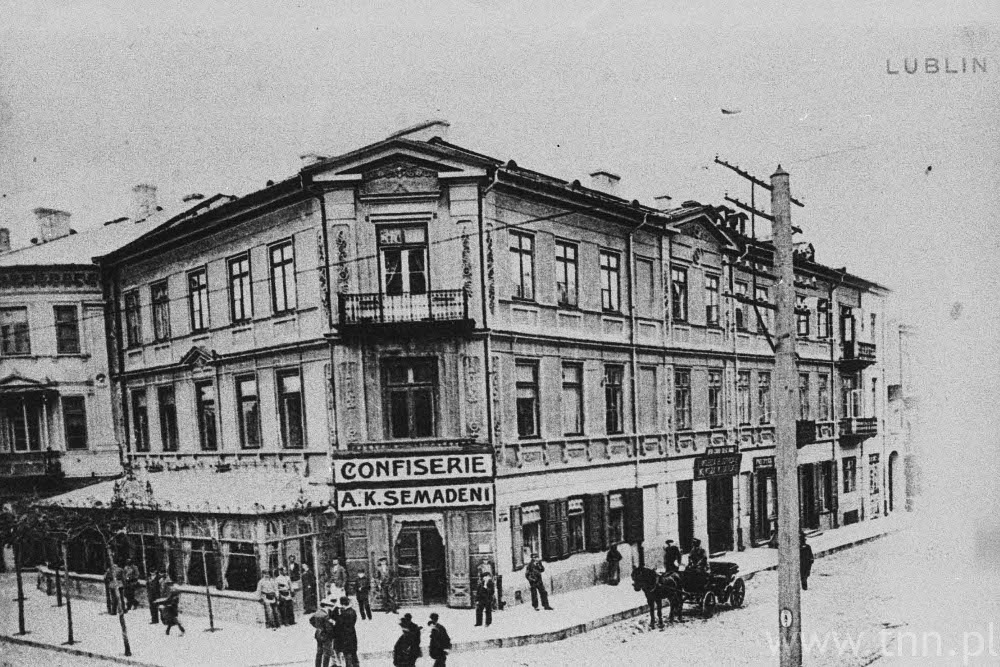
Cukiernia Semadeniego, Lublin 1907

Gdy w roku 1896 cukiernia ta została sprzedana Leonowi Obalikowskiemu, istniała już od z górą 20 lat druga cukiernia i zarazem kawiarnia Semadenich, otwarta w zakupionej przez braci kamienicy przy Krakowskim Przedmieściu 27, na rogu obecnej ulicy Staszica. Miejsce było wybrane idealnie, łatwe do znalezienia, w pobliżu czterech najlepszych lubelskich hoteli, przy świątecznej promenadzie w stronę Ogrodu Saskiego. Na ulicy dobudowano werandę w paryskim stylu; razem była setka stolików o marmurowych blatach. Po Aleksandrze cukiernię prowadził jego bratanek Andrzej Teodor Semadeni, który był też znanym fotografem, wydawcą i miłośnikiem Lublina. Gdy zmarł w 1906, cukiernię przejęła jego żona, Szwajcarka Amelia Semadeni (*1877, z d. Schmidt). W 1917 lokal odkupił Ignacy Domański. Olgierd Budrewicz pisał: W 1936 r. cukiernia obchodziła stulecie; była wtedy prowadzona wspólnie z Domańskim. Był to najelegantszy lokal w Lublinie, z tarasem i pięknymi stylowymi meblami. […] Starzy lubliniacy do dziś nazywają ją cukiernia Semadeniego. Zdaniem Julii Hartwig była to elegancka kawiarnia w stylu wiedeńskim, gdzie można było przeczytać gazety i napić się dobrej, pachnącej kawy. W lokalu tym bywali przeważnie starsi panowie, młodzież nie miała wówczas zwyczaju chodzić do kawiarni. Po 1945 cukiernia ta została upaństwowiona, odrestaurowana, straciła swój dawny wystrój, charakter i poziom, w miejsce kelnerów w białych marynarkach wprowadzono dziewczęta ubrane na ludowo.

## Kijów

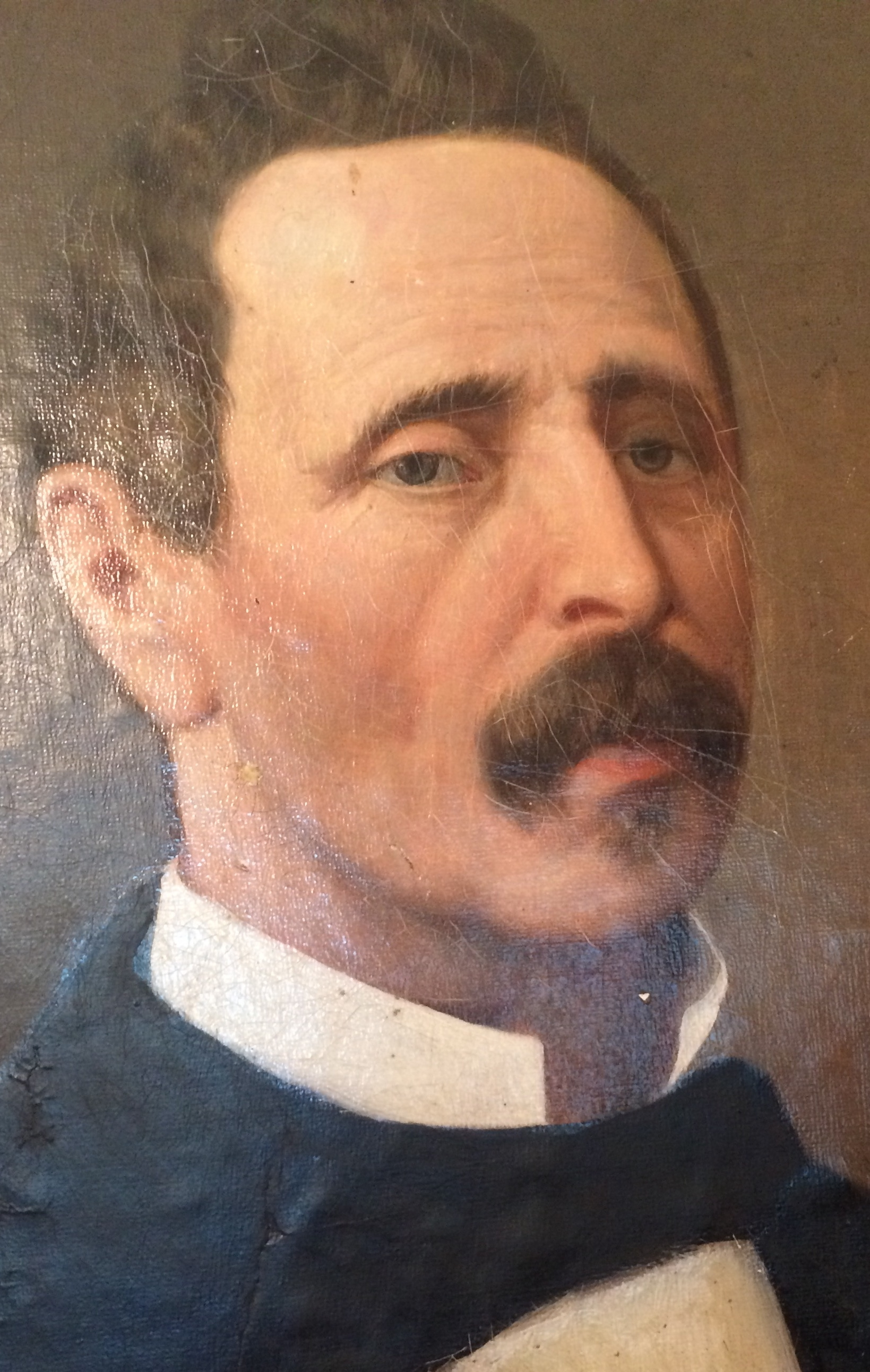
Bernardo Otto Semadeni

Bernardo Otto Semadeni (1845-1907), syn Andrzeja (1802-1886) z Lublina i kuzyn Bernarda Semadeniego z Warszawy, był właścicielem cukierni z kawiarnią w Kijowie, ulokowanej w prestiżowym miejscu na Chreszczatyku nr 15, naprzeciw Gorodzkiej Dumy (ratusza).

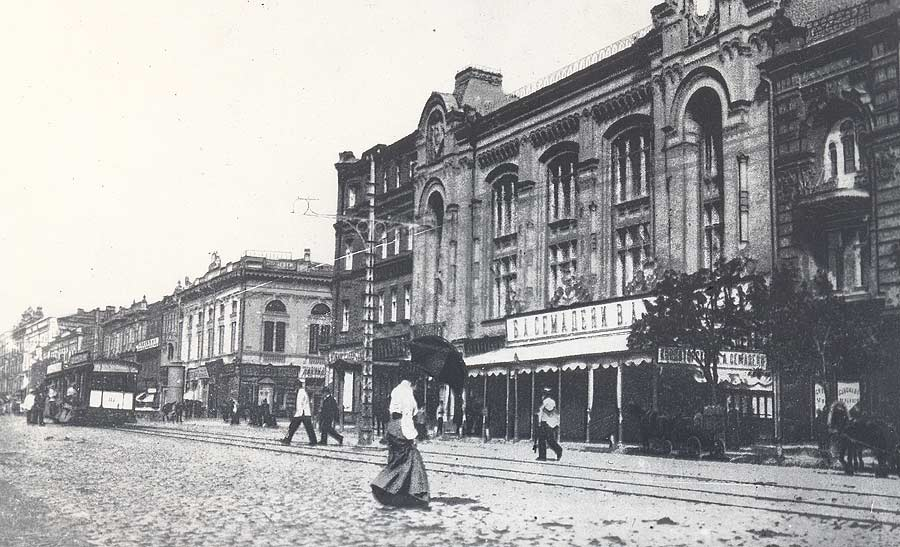
Cukiernia na Chreszczatyku sfotografowana od strony Dumy.
B. A. Semadeni napisane alfabetem rosyjskim i obok łacińskim – to skrót od Bernard Andriejewicz Semadeni. Bardziej na lewo widać charakterystyczny budynek giełdy.

Budynek ten oddzielony był od Giełdy Miejskiej ulicą Instytucką (dzisiaj jest tam Majdan Niepodległości). Jak wspominał Jarosław Iwaszkiewicz, w cukierni tej spotykali się polscy ziemianie, a wszyscy kelnerzy mówili po polsku. Konstantin Paustowski zaś napisał we wspomnieniach: Na Kreszczatiku kadet wszedł ze mną do cukierni Semadeniego (…) Powierzchnia stoliczka była zimna i cała zapisana cyframi – u Semadeniego zbierali się macherzy giełdowi i obliczali na stolikach zyski i straty. Wcześniej, w 1864 Bernard Otto przebywał 2 tygodnie w rosyjskim areszcie w Sosnowcu po próbie wwiezienia z Niemiec antycarskich materiałów i portretów przywódców Powstania Styczniowego. Po jego śmierci cukiernią kierował jego syn Andrea.

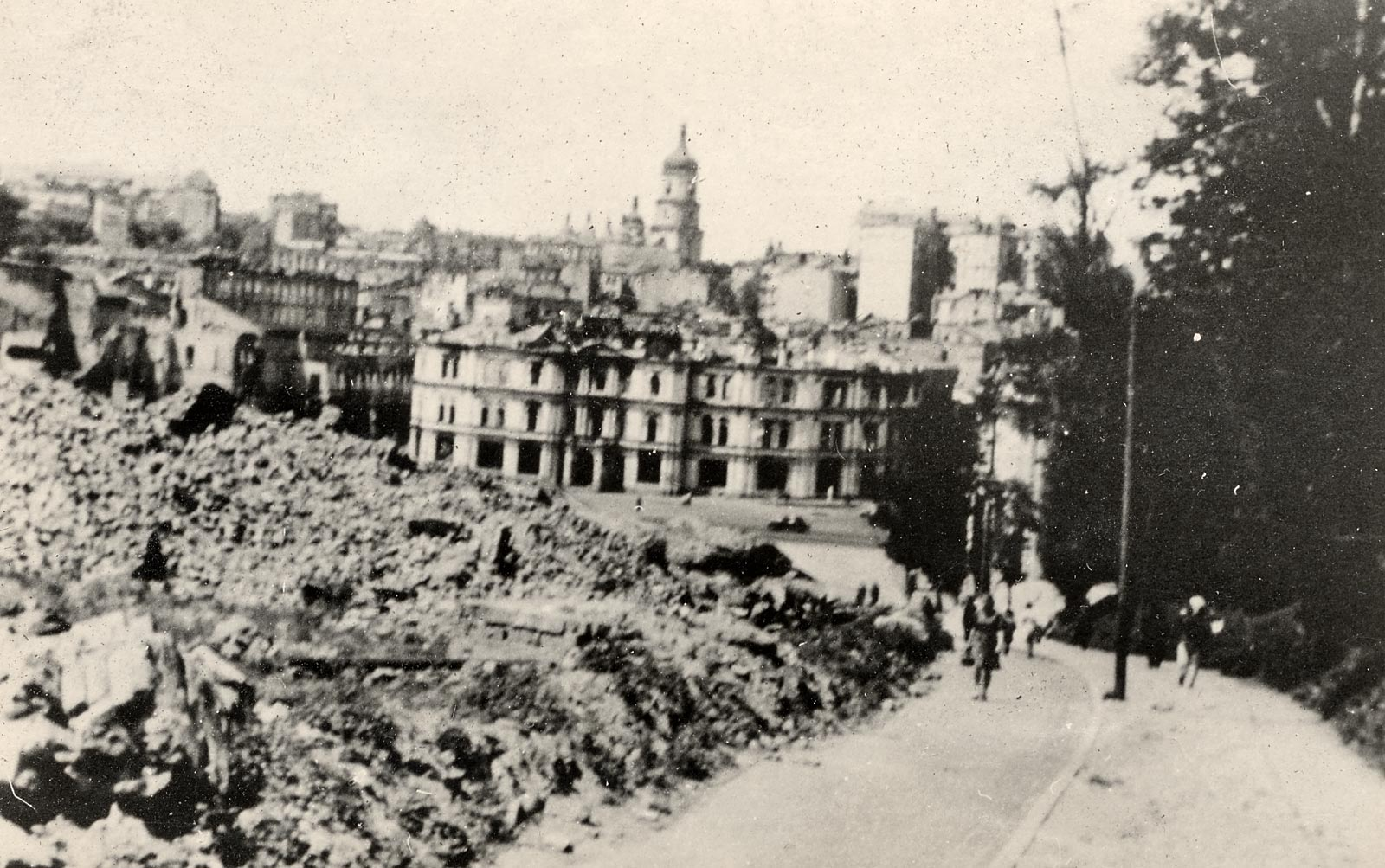
Widok z ul. Instytuckiej po wrześniu 1941. Z lewej widać ruiny budynku, w którym była cukiernia Semadeniego. Za nim jest spalona Duma i w dali Sobór Sofijski.

Po rewolucji bolszewickiej cukiernię upaństwowiono. W okresie NEP Andrea Semadeni i jego żona Alina (z d. Kniazikow), mając szwajcarskie paszporty, dostali pozwolenie opuszczenia ZSRR i ok. 1934 przyjechali do Warszawy, gdzie Andrea został zatrudniony jako cukiernik. W 1939 w dom, gdzie mieszkali, uderzyła bomba. Wyjechali więc w 1940 do Szwajcarii.
Gdy Niemcy wkraczali do Kijowa we wrześniu 1941, Rosjanie zaminowali prawie cały Chreszczatyk i po kilku dniach wysadzili go w powietrze, w tym budynek cukierni.